# 威廉·韦伯 (体操运动员)
威廉·韦伯（德語：Wilhelm Weber，1880年—1963年4月28日），德国男子竞技体操运动员。他曾获得1904年夏季奥运会体操比赛男子个人全能银牌和男子三项赛铜牌。他也参加了1908年夏季奥运会。